# Prêmio Gentner-Kastler
O Prêmio Gentner-Kastler (em alemão:  Gentner-Kastler-Preis, em francês:  Prix Gentner-Kastler) é uma condecoração anual conjunta da Deutsche Physikalische Gesellschaft (DPG) e da Société française de physique, concedida anualmente desde 1986 de forma alternada a um alemão e a um francês, por contribuições científicas particularmente valiosas no campo da física. O prêmio consiste em um certificado, uma medalha de prata com os retratos de Wolfgang Gentner e Alfred Kastler, e um prêmio em dinheiro de € 3 000.

## Recipientes
- 1986 Édouard Brézin
- 1987 Ernst-Wilhelm Otten
- 1988 André Neveu
- 1989 Klaus Dransfeld
- 1990 Pierre Bergé
- 1991 Jörg Peter Kotthaus
- 1992 Jean Rossat-Mignod
- 1993 Till Kirsten
- 1994 Michel Davier
- 1995 Walter Schmidt-Parzefall
- 1996 Jean Zinn-Justin
- 1997 Reinhard Scherm
- 1998 Gilbert Védrenne
- 1999 Dietrich Stauffer
- 2000 Michel Broyer
- 2001 Konrad Kleinknecht
- 2002 Jean-Marie Flaud
- 2003 Hartmut Löwen
- 2004 Dominique Langevin
- 2005 Hans Jürgen Herrmann
- 2006 Yves Couder
- 2007 Wolfram von Oertzen
- 2008 Bernard Barbara
- 2009 Theo Geisel
- 2010 Le Si Dang[1]
- 2011 Georg Maret
- 2012 Jean-François Joanny
- 2013 Peter Wölfle
- 2014 François Biraben
- 2015 Tilman Pfau
- 2016 Astrid Lambrecht
- 2017 Johannes Orphal
- 2018 Luc Bergé
- 2019 Christof Wetterich
- 2020 Lucia Reining
- 2021 Nathalie Picqué